# Romance (cinema)
Os filmes do gênero romance podem ser definidos como aqueles cujo enredo se desenvolve em torno de um envolvimento amoroso entre os protagonistas. Um dos pré-requisitos do gênero é de que o filme tenha um "final feliz"; contudo, alguns filmes com final triste também podem ser considerados filmes do gênero romântico. São os chamados "star-crossed lovers", os amantes que não conseguem ficar juntos no final do filme, como é o caso de Romeu e Julieta, Titanic, Brokeback Mountain e a animação Pocahontas.[carece de fontes?]
Alguns dos clichês do gênero são o "amor verdadeiro", que se sobrepõe a todos os obstáculos, e o "par perfeito" (que é geralmente mais presente nas comédias românticas).[carece de fontes?]

## Subgêneros

### Drama romântico
Os dramas românticos geralmente giram em torno de um obstáculo que impede o amor profundo e verdadeiro entre duas pessoas. A música é muitas vezes empregada para indicar o clima emocional, criando uma atmosfera de maior isolamento para o casal. A conclusão de um drama romântico normalmente não indica se ocorrerá uma união romântica final entre os dois personagens principais. Alguns exemplos de filmes e shows de drama romântico são À Primeira Vista, Bloodline, Dance with Me, Man and Maid e Wild at Heart. Dramas românticos do mesmo sexo que abordam questões LGBT incluem O Segredo de Brokeback Mountain, La vie d'Adèle and Call Me by Your Name.

## Filmes do gênero romancedramáticomais bem sucedidos nas bilheterias[3]
1. Uma Linda Mulher (br/pt)
2. Titanic (br/pt)
3. Ghost - Do outro lado da vida (br) / O espírito do amor (pt)
4. Pearl Harbor (br/pt)
5. Jerry Maguire (br/pt)
6. A força do destino (br) / Oficial e cavalheiro (pt)
7. Cold Mountain (br/pt)
8. Entre dois amores (br) / África minha (pt)
9. O Segredo de Brokeback Mountain (br/pt)
10. Diário de uma paixão (br) / O diário da nossa paixão (pt)
11. City of Angels (br/pt)
12. Um Amor para Recordar (br/pt)